# Калибр 155 мм

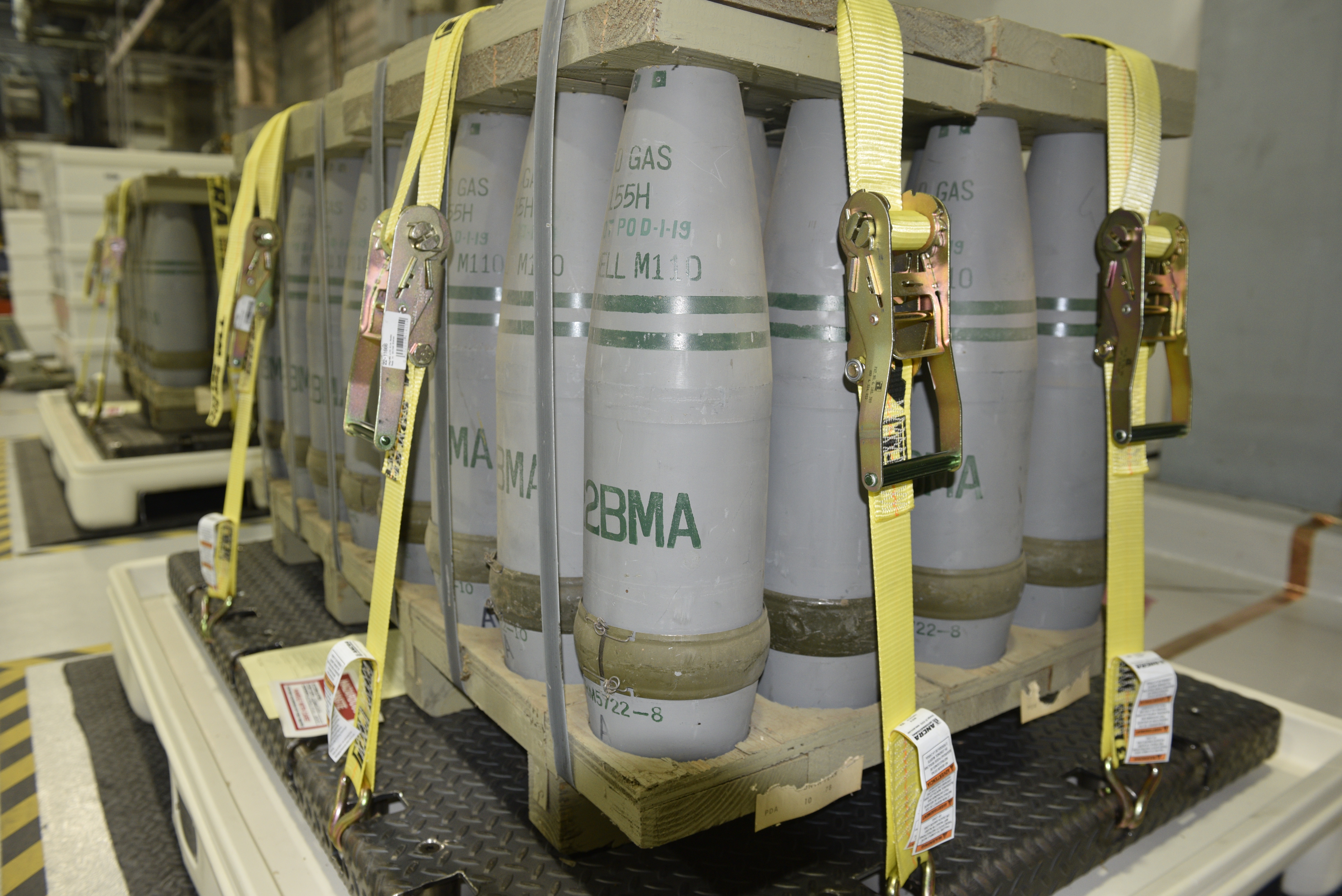
Поддоны с боеприпасами 155-мм калибра, начинёнными ядовитыми веществами.

155 мм (6.1″) — распространённый калибр артиллерии, стандарт НАТО.
Калибр 155 миллиметров обычно используется в полевых орудиях, гаубицах и орудиях-гаубицах.

## Использование в сухопутных силах
Калибр возник во Франции после поражения во франко-прусской войне 1870–1871 годов. Французский артиллерийский комитет собрался 2 февраля 1874 г., чтобы обсудить новые модели французской крепостной и осадной артиллерии, среди которых было орудие калибра 14–16 сантиметров (5,5–6,3 дюйма) (позже оно стало известно как 155-мм пушка Де Банжа). После нескольких заседаний 16 апреля 1874 г. комитет остановился на калибре 15,5 см (в последующем программном письме комитета от 21 апреля 1874 г. калибр впервые был указан как 155 мм).
С конца 20 века большинство армий НАТО взяли на вооружение 155-мм оружие как универсальный стандарт.
Считается, что они достигают хорошего компромисса между дальностью и разрушительной силой, а использование только одного калибра упрощает логистику. Это привело к устареванию гаубиц большего калибра, например, калибры 175 мм и 203 мм. Однако некоторые части и рода войск западных стран, например, десантники и морская пехота, сохранили 105 мм оружие из-за меньшего веса и лучшей мобильности в ситуациях, когда не требуется использовать более тяжёлые орудия.

## Использование на военно-морском флоте
До Второй мировой войны 155 мм калибр применялся на военно-морских флотах Франции и Японии, но в настоящее время, несмотря на его широкую распространённость в сухопутных войсках западных стран, не применяется ни на одном из западных военно-морских флотов. При этом большинство военно-морских сил NATO — OTAN и объединённых сил используют 76 мм, 100 мм, 114 мм или 127-мм пушки на современных военных кораблях.
В какой-то момент британское министерство обороны изучало «повышение» 4,5-дюймовых морских пушек Mark 8 Королевского флота, чтобы придать повышенную огневую мощь и общий калибр между Королевским флотом и британской армией. Однако, несмотря на то, что на первый взгляд кажется лучшим из-за сравнения круглых диаметров, при стрельбе обычными боеприпасами меньшая по калибру 4,5-дюймовая морская пушка сравнима со стандартной 155-мм пушкой-гаубицей британской армии.
Стандартный снаряд от 4,5-дюймовой морской пушки имеет такую же, если не лучшую, дальность и несёт вдвое больше фугасной нагрузки, чем стандартный 155-мм снаряд.

## Номенклатура боеприпасов

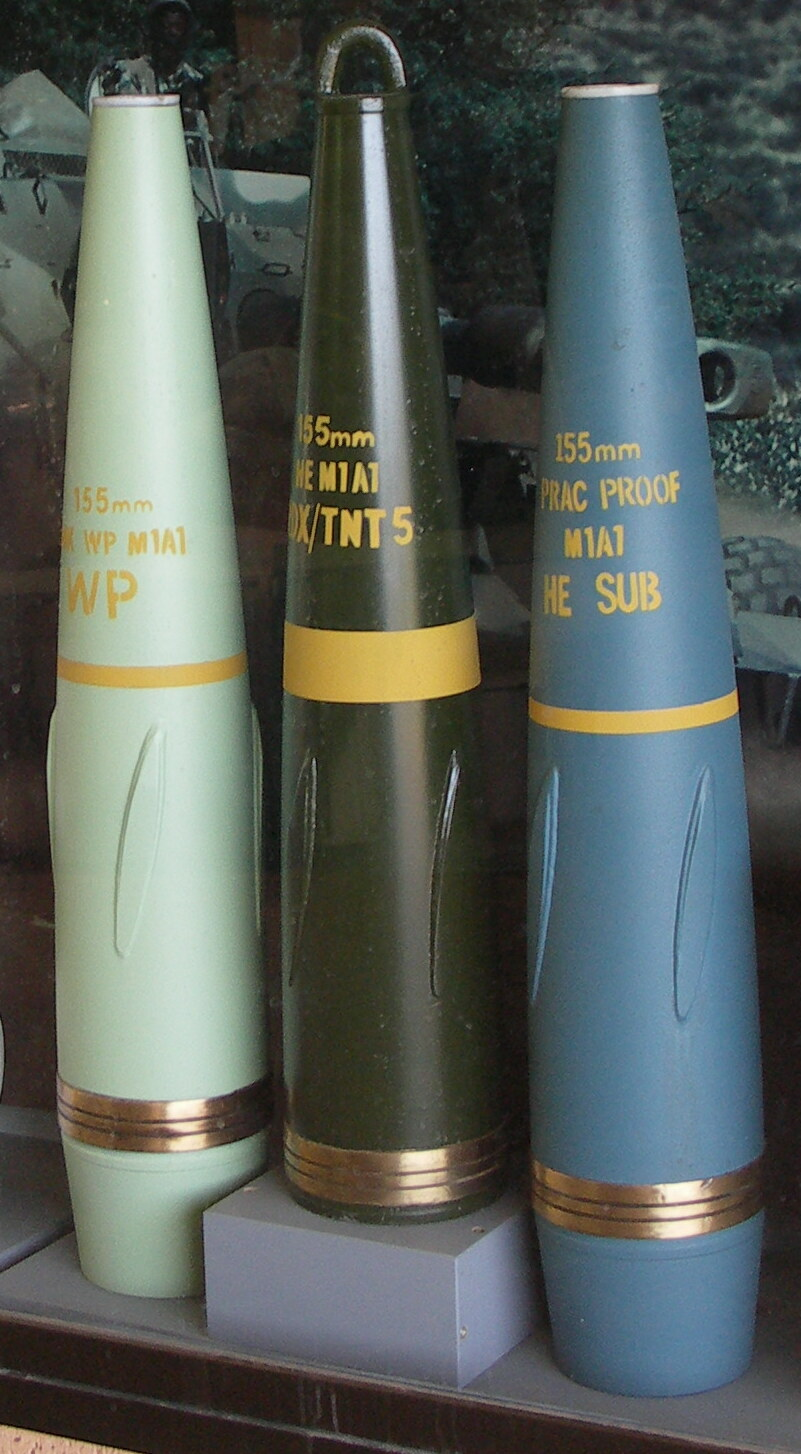
Снаряды ERFB к гаубицам G5 и G6 в Южно-Африканском национальном музее военной истории, г. Йоханнесбург.

- Bofors 155 Bonus ( Швеция/ Франция) — противотанковый кассетный снаряд
- DM121 ( Германия) — осколочно-фугасный
- Hypervelocity Projecile (HVP) ( США) — экспериментальный снаряд с повышенной скоростью полёта, предназначенный для систем противоракетной обороны
- K307 ( Республика Корея) — осколочно-фугасный ERFB-BB
- Long Range Land Attack Projectile (LRLAP) ( США) — отменённая разработка для морской пушки Advanced Gun System
- M107 ( США) — осколочно-фугасный
- M483 ( США) — кассетный снаряд двойного назначения — противопехотный и против бронетехники.
- M549 ( США) — осколочно-фугасный активно-реактивный снаряд
- M687 ( США) — снаряд с химическим оружием
- M692/M731 ( США) — снаряд постановки противопехотных мин
- M712 Copperhead ( США) — противотанковый снаряд с лазерной наводкой
- M718/M741 ( США) — снаряд системы постановки противотанковых мин RAAMS
- M795 ( США) — осколочно-фугасный (взамен M107)
- M864 ( США) — кассетный боеприпас
- M982 Excalibur ( США /  Швеция) — снаряд с наведением по GPS
- M1128 ( США) — осколочно-фугасный c донным газогенератором (взамен M795)
- SMArt 155 ( Германия) — противотанковый, кассетный
- W48 (M45 Artillery Fired Atomic Projectile (AFAP) ( США) — снаряд с ядерной боеголовкой, мощностью 72 тонны в тротиловом эквиваленте
- «Квітник» ( Украина) — осколочно-фугасный высокоточный боеприпас с лазерной полуактивной головкой самонаведения. Разработан как для орудий калибра 152 мм, так и 155 мм.

## Метательные заряды
В современных артиллерийских орудиях калибра 155мм применяется раздельное безгильзовое заряжание, то есть снаряд и метательный заряд (МЗ), состоящий из сборки картузов либо стандартных модулей, заряжаются раздельно.

## Использование

Семейство боеприпасов калибра 155 мм.

В ходе ирано-иракской войны и войны в Персидском заливе часть иракских артиллерийских снарядов натовского калибра 155-мм была снаряжена химическим оружием — Ипритом. С июня 1984 по март 1985 года 3975 155-мм химических снарядов были доставлены на склады в аль-Хамисии. Сколько из них было использовано точно неизвестно. В феврале 1991 года во время операции «Буря в пустыне» на этих же складах хранилось 6293 химических снарядов калибра 155-мм.

### Украина
В июне 2021 года президент компании — председатель правления ГАХК «Артем» Владимир Зимин сообщил, что в рамках опытной конструкторской работы «Ковш-55» по созданию отечественных 155-мм снарядов предприятие переходит к испытаниям готовых боеприпасов.
В начале июля 2021 года стало известно, что филиал № 1 Госпредприятия «Спецоборонмаш», входящий в состав Укроборонпрома, успешно освоил технологию снаряжения 155-мм снарядов методом вакуумной заливки.
Сообщается, что этот метод позволяет добиваться максимальной плотности взрывчатых веществ, благодаря чему поражающее действие снарядов значительно усиливается. Ранее вакуумную заливку использовали только на одном предприятии Концерна — Донецком казённом заводе химических изделий, который с 2014 года находится на неподконтрольной Украине территории.
Технология освоена другим предприятием Укроборонпрома и появилась возможность применения для серийного производства снарядов. Первая партия продукции успешно снаряжена и отправлена на испытания.

### Российско-украинская война
8 апреля 2022 на фоне российско-украинской войны в средствах массовой информации появилась информация о переговорах между Украиной и Словакией о приобретении 16 машин 155-мм САУ Zuzana из наличных запасов.
13 апреля 2022 года Пентагон обнародовал подробности нового пакета международной технической помощи Украине, в состав которой вошли 18 буксированных гаубиц калибра 155 мм, предположительно М777 и 40 тысяч артиллерийских выстрелов к ним.
22 апреля 2022 года министр национальной обороны Канады Анита Ананд сообщила о передаче Украине гаубиц М777. Также телекомпания CBC сообщила и о том, что помимо обычных боеприпасов к этим гаубицам, Канада передала Украине и определённое количество высокоточных снарядов M982 Excalibur, оставшихся у них после афганской войны.
В конце апреля 2022 года британские СМИ сообщили о намерении Великобритании передать Украине 20 САУ AS-90 и ещё 45 тысяч снарядов для них. Самоходные артиллерийские установки будут переданы из состава Вооружённых Сил Великобритании. Обучение будет проходить в одной из стран вблизи Украины.
В мае 2022 года итальянское издание La Republica сообщило о согласовании третьего пакета помощи Украине, в который вошли прицепные гаубицы FH70. Ещё до конца месяца гаубицы были на передовой.